# レオ・マッケリー
レオ・マッケリー（Leo McCarey, 1898年10月3日 - 1969年7月5日）は、アメリカ合衆国の映画監督、脚本家、映画プロデューサー。本名はトーマス・レオ・マッケリー（Thomas Leo McCarey）。

## 人物・経歴
カリフォルニア州ロサンゼルス生まれ。カトリックの教育を受けて育ち、弁護士を目指し、南カリフォルニア大学を卒業後、弁護士業につくが上手くいかず、一攫千金を夢見て鉱山開発の事業に手を出すもこれもまた失敗。1918年に友人の伝手でユニバーサル映画に入社、1920年にトッド・ブラウニングの助監督につき、その演出スタイルに影響を受ける。
1923年にはハル・ローチの誘いで『ちびっこギャング』シリーズはじめ多くのコメディアンたちのギャグ・ライターとして才能を発揮。短編映画の製作や監督を5年間に300本も手掛けるようになり、特にスタン・ローレルとオリバー・ハーディという名コンビを生み出して、『極楽危機一髪』『極楽珍商売』といったいくつもの傑作を発表、ローレル&ハーディと共にマッケリーもスラップスティック・コメディの名手として一時代を築く。ちなみにこの時代に彼らの映画に撮影係として主に加わっていたのが、のちに名匠となるジョージ・スティーヴンスだった。
これらの功績からマッケリーはハル・ローチ撮影所の副社長に就任。映画がトーキーの時代に入っても、エディ・カンター主演『カンターの闘牛士』、メイ・ウエスト主演『罪ぢゃないわよ』、三大喜劇王のひとりハロルド・ロイド主演『ロイドの牛乳屋』、マルクス兄弟の『我輩はカモである』など当時の第一級だったコメディアンの主演作を次々と手掛ける。
ドタバタ喜劇を主に得意としたマッケリーだったが、1935年のチャールズ・ロートン主演の『人生は四十二から』はそれまでの作風とはうって変わり、アメリカン・デモクラシーを高らかに謳い上げている作品となり、これ以降、マッケリーはそれまで主流だったスラップスティックな笑いからフランク・キャプラのようなセンチメンタルでヒューマニズムあふれる作品を撮るようになる。
1937年にはスクリューボール・コメディ『新婚道中記』を発表して見事アカデミー監督賞を獲得、しかし本人としては同じ年の、老夫婦の目を通して社会改良論者的なテーマを盛り込んだ『明日は来らず』の方が自信作であったが、興業的にも惨敗してしまい、マッケリーは「本作の方に賞が与えられるべきだった」と言ったという。ちなみに本作は小津安二郎の代表作『東京物語』に大きく影響を与えた作品といわれている。続いて1939年にメロドラマの古典的名作『邂逅』を手掛ける。
1944年には当時絶大な人気を誇っていた歌手で俳優としてもミュージカルやコメディに出演していたビング・クロスビーを主役に迎え、下町の教会を舞台にした人情喜劇の傑作『我が道を往く』を監督、映画は大ヒットを記録し、さらにアカデミー賞7部門を獲得し、マッケリーも2度目の監督賞を受賞するなど名声を決定付けた。またこの成功でビング・クロスビーは性格俳優として確固たる地位を築く。この映画のヒットで翌1945年、主演のクロスビーにイングリッド・バーグマンを共演に迎えて続編『聖メリーの鐘』を監督し、前作以上の成功を収める。またこの時期には全米の長者番付第一位に輝いた。
1950年代は次第にキャリアが低迷するも、1957年に『邂逅』をケーリー・グラントとデボラ・カーを起用して自らリメイクした『めぐり逢い』を発表、いささかも演出力が衰えていないことをアピールし、マッケリーとして晩年の傑作となる。しかし、この時期、ハリウッドでは赤狩りの真っ只中で、この時期の作品のほとんどが反共産主義色の映画だった。『誘惑の夜』が遺作となり、1969年に死亡するが、それまでの20年間にマッケリーが監督した作品はわずか6本であり、全盛期にキャリアに比べると寂しいものであった。

## 主な監督作品
- 極楽島満員 Let's Go Native (1930)
- カンターの闘牛士 The Kid from Spain (1932)
- 我輩はカモである Duck Soup (1933)
- 罪ぢゃないわよ Belle of the Nineties (1934)
- ヒョットコ六人組 Six of a Kind (1934)
- 人生は四十二から Ruggles of Red Gap (1935)
- ロイドの牛乳屋 The Milky Way (1936)
- 新婚道中記 The Awful Truth (1937)
- 明日は来らず Make Way for Tomorrow (1937)
- 邂逅 Love Affair (1939)
- 我が道を往く Going My Way (1944)
- 聖メリーの鐘 The Bells of St. Mary's (1945)
- 善人サム Good Sam (1948)
- めぐり逢い An Affair to Remember (1957)
- ポール・ニューマンの 女房万歳! Rally 'Round the Flag, Boys! (1958)
- 誘惑の夜 Satan Never Sleeps (1962)